# 中原鉄道
中原鉄道（ちゅうげんてつどう）は群馬県邑楽郡館林町（現・館林市）の東武鉄道館林駅と同郡小泉町（現・大泉町）にある小泉町駅を結ぶ鉄道路線を運営していた鉄道事業者である。終始経営不振であり、後に東武鉄道に買収され、路線は現在、同社小泉線の一部となっている。

## 路線データ
- 路線距離：10.64 km
- 軌間：1067 mm
- 複線区間：なし（全線単線）
- 電化区間：なし（全線非電化）
- 動力：蒸気→蒸気・内燃併用

## 歴史
1913年（大正2年）4月に館林 - 小泉間の軽便鉄道（軌間762 mm）敷設と運輸営業の免許が下付された中原軽便鉄道株式会社（資本金15万円）は社長の若旅喜一郎を始め役員達は一人を除き邑楽郡の大地主であり、株主達も小泉町を中心とした地元の人達で構成されていた。

中原鉄道社紋

当初は本社を東京市京橋区に置いたが、1915年（大正4年）2月に小泉町に移転し、5月に中原鉄道に改称した。1914年（大正3年）から測量を開始し、1916年（大正5年）5月には土地買収を一部の問題を残しながらを終了し工事に着工した。その間に軌間を762 mmから1067 mmに変更し、客車・貨車・軌条・転轍機は鉄道院より払い下げを受け、1917年（大正6年）3月に館林 - 小泉町間が開通した。
経営は当初から不振をきわめ、大正7年（1918年）上半期決算書によると開業してから1年半で16,490余円の欠損を出している。また当時の職員の話によると利用客は一般客は少なく定期券通学の学生が大半を占めていたようである。1919年（大正8年）に副業として石炭・薪炭の販売をはじめたがこれも振るわず1923年（大正12年）に販売をやめてしまった。
1922年3月に「中原」の名称がこの土地とは関係ないため浸透していないことから、延長の計画もある上州から採って上州鉄道に改称した。この年の決算書によると大正11年上半期及び前期繰越欠損の合計は113,360余円となった。また株式の払込が遅延しており、5月に資本金を1/5の3万円に減資せざるを得ない状況に追い込まれていた。
そんな中で起死回生の案として、小泉町 - 新田郡太田町（現在の太田市）の延長線の願出に対し4月に免許が下付された。しかしこの延長計画に対し太田町では反対運動が起こり工事は延期となった。また1923年5月の株主総会では邑楽郡伊奈良村（現在の板倉町）への延長計画が承認され、1925年（大正14年）10月に館林町 - 伊奈良村（天満）の延長免許が下付されたが、この計画も実現せずに1929年（昭和4年）10月にこの免許を館林古河電鉄（群馬鉄道）に譲渡してしまうなど、打開策は思うように進まなかった
1928年11月に社長の若旅が辞任し専務取締役の渡辺秀治が社長に就任したが、1930年（昭和5年）8月には取締役と監査役全員が辞任してしまう。ただこれもまた1931年（昭和6年）4月に全員が辞任するなど、経営陣も混乱していた。
業績は低迷したまま1936年（昭和11年）9月の重役会において上州鉄道更正案が提出された。これによると現在の開業線のままでは限度があることから、太田線延長計画の再検討により、3倍から5倍の収入増を見込まれるので、そのための出資者を募ることを審議していた。
ところが一方では売却計画も進められていた。根津嘉一郎率いる東武鉄道（東武）は「同社線は当社線館林駅で接続しているという交通上の密接な関係」から上州鉄道を買収する交渉をしていた。そして10月に東武への営業権譲渡の契約及び株主総会承認と話は急速に進み、1937年（昭和12年）1月に鉄道省からの許可を受けて買収手続きは完了し会社は解散した。従業員は新規採用という形で東武に雇用された。
- 1913年4月5日 - 中原軽便鉄道に対し館林 - 小泉間（6.1哩）の軽便鉄道敷設と運輸営業の免許が下付される[8]
- 1914年1月26日 - 中原軽便鉄道株式会社として設立（同年2月8日登記）。本店は上野国邑楽郡小泉町大字下小泉1427番地。資本金は15万円[9]。
- 1915年5月16日 - 商号を中原鉄道株式会社に変更（同年5月25日登記）[9]
- 1916年4月25日 - 本店を群馬県邑楽郡小泉町大字下小泉1433番地に移転（同年5月3日登記）[9]
- 1917年3月12日 - 館林 - 小泉町間開業[10]
- 1922年2月20日 - 同日行われた臨時株主総会の決議により商号を上州鉄道株式会社に変更（同年3月4日登記）[9]
- 1922年4月20日 - 小泉町 - 新田郡太田町間の延長線の免許[11]
- 1925年10月23日 - 館林町 - 伊奈良村（天満）間の延長線の免許[12]
- 1929年4月4日 - ガソリン動力併用認可
- 1929年7月15日 - ガソリン動力併用実施[13]
- 1929年10月15日 - 館林町 - 伊奈良村（天満）間の延長線の免許を館林古河電鉄に譲渡することについて鉄道省が許可[14]
- 1936年10月20日 - 東武鉄道に事業譲渡決議[15]
- 1936年11月16日 - 会社解散決議[16]
- 1937年1月10日 - 上州鉄道を東武鉄道に譲渡。東武鉄道小泉線となる[17]
- 1937年1月25日 - 会社解散登記[18]
- 1937年7月15日 - 会社清算終了（同月27日登記）[19]

## 輸送・収支実績
| 年度 | 乗客（人） | 貨物量（トン） | 営業収入（円） | 営業費（円） | 益金（円） | その他益金（円） | その他損金（円）  | 支払利子（円） | 政府補助金（円） |
| ---- | ---------- | -------------- | -------------- | ------------ | ---------- | ---------------- | ----------------- | -------------- | ---------------- |
| 1917 | 31,203     | 3,918          | 6,775          | 11,063       | ▲ 4,288    |                  | 検査改算減額1,464 | 5,381          |                  |
| 1918 | 66,229     | 5,160          | 11,180         | 16,583       | ▲ 5,403    |                  |                   | 11,540         |                  |
| 1919 | 75,787     | 7,860          | 15,603         | 27,885       | ▲ 12,282   |                  | 雑損41            | 11,682         |                  |
| 1920 | 78,616     | 8,980          | 26,929         | 34,192       | ▲ 7,263    | 石炭薪炭業671    | 検査改算971       | 19,418         | 12,360           |
| 1921 | 73,650     | 7,247          | 23,071         | 32,626       | ▲ 9,555    |                  |                   |                |                  |
| 1922 | 82,117     | 9,861          | 28,374         | 51,265       | ▲ 22,891   |                  |                   |                |                  |
| 1923 | 94,340     | 8,141          | 25,776         | 32,383       | ▲ 6,607    | 兼業189          | 兼業219           | 15,135         | 13,354           |
| 1924 | 89,502     | 8,394          | 29,163         | 33,530       | ▲ 4,367    |                  |                   |                | 13,358           |
| 1925 | 75,640     | 7,537          | 23,452         | 37,295       | ▲ 13,843   |                  | 203               | 231            | 13,312           |
| 1926 | 103,650    | 17,365         | 29,864         | 42,498       | ▲ 12,634   |                  | 雑損573           | 181            | 18,261           |
| 1927 | 84,020     | 12,722         | 28,500         | 28,790       | ▲ 290      |                  | 雑損3,459         | 369            |                  |
| 1928 | 68,313     | 9,307          | 18,304         | 19,955       | ▲ 1,651    |                  | 雑損48            | 165            |                  |
| 1929 | 81,711     | 6,666          | 18,037         | 19,254       | ▲ 1,217    |                  | 雑損14,250        | 504            |                  |
| 1930 | 67,011     | 5,364          | 15,261         | 19,494       | ▲ 4,233    |                  | 雑損2,669         | 113            |                  |
| 1931 | 63,181     | 5,166          | 14,402         | 13,886       | 516        |                  | 雑損33,915        | 227            |                  |
| 1932 | 62,681     | 4,579          | 15,857         | 13,748       | 2,109      |                  | 雑損4,164         | 127            |                  |
| 1933 | 70,089     | 4,807          | 14,512         | 15,546       | ▲ 1,034    |                  |                   | 100            |                  |
| 1934 | 78,645     | 4,311          | 14,680         | 15,267       | ▲ 587      |                  |                   | 110            |                  |
| 1935 | 84,950     | 5,042          | 15,427         | 15,730       | ▲ 303      |                  |                   | 470            |                  |
| 1936 | 67,412     | 4,669          | 12,286         | 15,203       | ▲ 2,917    |                  | 雑損8,746         | 290            |                  |

- 鉄道院鉄道統計資料、鉄道省鉄道統計資料、鉄道統計資料各年度版

## 車両
開業時には蒸気動車2両、客車3両、貨車7両があった。
- 工藤式蒸気動車（市川商店工業部製） - 2両（定員74人）
石炭消費量が多く予想より燃料費が掛かった[20]。1931年9月廃車届。
- 木製二軸客車 - 3両（定員50人）
鉄道院から払下げを受けた木製の二軸客車。あまり使用しなかったので1920年（大正9年）4月に2両を富士身延鉄道（路線は現在の身延線）に譲渡した。

1929年（昭和4年）より気動車を導入した。木造車体で二軸のガソリン車であった。これらは経営不振のため使用途中または当初から上州鉄道関係者個人の所有になっており、上州鉄道が車両を賃借りしていた。これらの気動車は東武が上州鉄道を買収した時に併せて買い取ることになった。
- ジ1
1929年6月丸山車輌製（定員30人）。群馬鉄道に所有権が移転し（1931年5月13日認可）、後に群馬鉄道役員を経て上州鉄道代表取締役が個人で買い戻した[21]。
東武鉄道に買収された後、キハ1に改番された。
車両についてはキハ2と同様、後に日産工業に譲渡された。(年月不詳)
- キハ2
1927年（昭和2年）9月松井車輌製（定員36人）。竜崎鉄道キハ10を譲り受け（1931年9月認可）、その購入資金は取締役が立替えた[22]。
車両についてはジ1と同様、後に日産工業に譲渡された。(年月不詳)
- キハ3
1928年8月梅鉢鉄工所製（定員40人）。常総鉄道キハ11を譲り受け（1934年12月認可）、やはり購入資金は取締役が立替えた。
東武鉄道に買収された後、越生線での活躍を最後に1950年3月に廃車された。

また1931年4月より東武から2号蒸気機関車を借入して貨物列車用に使用した。

## 運行状況
開業時は一日5往復し所要時間は30分であった。蒸気動車が客車や貨車を牽引していたが、客車の稼働は少なかった。
その後、気動車になってからは気動車は旅客専用とし、東武から蒸気機関車を借用して貨物列車を運行していた。
1922年における貨物の輸送実績は総輸送量3716トン、1日当たり約10.2トン。輸送品目を見ると麦、米、陶磁器及土器（小泉焼）、肥料、小麦粉が主で、工業製品は見られなかった。

## 駅一覧
- 1934年（昭和9年）12月15日現在[23]。
- 全駅群馬県邑楽郡に所在[23]。

| 駅名     | 駅間 キロ | 営業 キロ | 接続路線                   | 所在地   |
| -------- | --------- | --------- | -------------------------- | -------- |
| 館林駅   | -         | 0.0       | 東武鉄道：伊勢崎線・佐野線 | 館林町   |
| 目車駅   | 0.3       | 0.3       |                            | 館林町   |
| 成島駅   | 1.6       | 1.9       |                            | 多々良村 |
| 狸塚駅   | 3.1       | 5.0       |                            | 中野村   |
| 本中野駅 | 1.1       | 6.1       |                            | 中野村   |
| 篠塚駅   | 2.1       | 8.2       |                            | 長柄村   |
| 瘤観音駅 | 0.5       | 8.7       |                            | 長柄村   |
| 小泉町駅 | 2.0       | 10.7      |                            | 小泉町   |

開業時の駅は館林・本中野・篠塚・小泉町。その後、1926年（大正15年） - 1933年の間に成島・目車・瘤観音・狸塚の各駅を設置したが、成島以外の3駅は買収後の1941年（昭和16年）に廃止された。詳しくは東武小泉線を参照。